# Equipe filipina na Copa Billie Jean King
A equipe filipina na Copa Billie Jean King representa Filipinas na Copa Billie Jean King, principal competição de tênis feminina por equipes do mundo. É administrada pela Philippine Tennis Association.

## História
As Filipinas competiram pela primeira vez em 1974. Seu melhor resultado foi a 2ª fase de 1982.

## Última escalação
Para o Grupo II da Ásia/Oceania de 2020-21, em fevereiro de 2020:
- Marian Jade Capadocia
- Anna Clarice Patrimonio
- Shaira Hope Rivera